# 华金·巴斯克斯
华金·巴斯克斯（西班牙語：Joaquín Vázquez，1897年8月26日—1965年10月21日），西班牙男子足球运动员，司职前锋。他曾代表西班牙国家队参加1920年夏季奥林匹克运动会足球比赛，获得一枚银牌。